# أندريا لامانتيا
أندريا لامانتيا (بالإيطالية: Andrea La Mantia)‏ (6 مايو 1991 في إيطاليا - ) هو لاعب كرة قدم إيطالي في مركز الهجوم.

## روابط خارجية
- أندريا لامانتيا على موقع قاعدة بيانات كرة القدم.إي يو (الإنجليزية)
- أندريا لامانتيا على موقع عالم كرة القدم.نت (الإنجليزية)